# Багамські Острови на літніх Олімпійських іграх 2000
Багамські Острови брали участь в Літніх Олімпійських іграх 2000 року в Сіднеї (Австралія) в дванадцятий раз за свою історію, і завоювали дві золоті медалі. Збірну країни являло 25 спортсменів, у тому числі 9 жінок.

## Золото
- Легка атлетика, жінки, 4х100 метрів, естафета   — Пауліна Девіс-Томпсон,  Деббі Фергюсон, Сіватеда Файнс та Чандра Старрап.
- Легка атлетика, жінки, 200 метрів  — Пауліна Девіс-Томпсон.